# Ove Aunli
Ove Robert Aunli (* 12. März 1956 in Orkdal) ist ein ehemaliger norwegischer Skilangläufer. Er ist mit Berit Aunli verheiratet.
Neben zahlreichen Staffelmedaillen bei Olympischen Spielen gelang ihm bei den Nordischen Skiweltmeisterschaften 1982 und 1985 mit der norwegischen Staffel der Gewinn der Goldmedaille.
Sein bester Einzelresultat bei großen Titelkämpfen war der Bronzeplatz beim 15-Kilometer-Rennen der Olympischen Spiele 1980 in Lake Placid, als der Schwede Thomas Wassberg den Finnen Juha Mieto um eine Hundertstelsekunde besiegte. Seit diesem Rennen werden im Langlauf (und auch im Biathlon) die Zeiten nur noch nach Zehntelsekunden gemessen.

## Erfolge

### Olympische Winterspiele
- 1980 in Lake Placid: Silber mit der Staffel, Bronze über 15 km

### Weltmeisterschaften
- 1978 in Lahti: Bronze mit der Staffel
- 1982 in Oslo: Gold mit der Staffel
- 1985 in Seefeld: Gold mit der Staffel, Silber über 30 km, Bronze über 50 km
- 1987 in Oberstdorf: Bronze mit der Staffel

### Norwegische Meisterschaften
- 1980: Silber über 50 km
- 1981: Bronze über 15 km
- 1982: Silber über 15 km
- 1985: Gold über 30 km, Silber über 15 km

### Weltcupsiege im Einzel
| Nr. | Datum             | Ort   | Disziplin             |
| --- | ----------------- | ----- | --------------------- |
| 1.  | 15. Dezember 1984 | Davos | 30 km Individualstart |

### Weltcup-Gesamtplatzierungen
| Saison  | Platz | Punkte |
| ------- | ----- | ------ |
| 1981/82 | 14.   | 50     |
| 1982/83 | 48.   | 9      |
| 1983/84 | 12.   | 55     |
| 1984/85 | 3.    | 114    |
| 1985/86 | 24.   | 19     |
| 1986/87 | 27.   | 18     |